# Bobrovník
Bobrovník (hongrois : Bobrovnik) est un village de Slovaquie situé dans la région de Žilina.

## Histoire
La première mention écrite du village date de 1273.

## Démographie

### Évolution de la population
| Année:               | 1994. | 2004.   | 2014.    | 2024.   |
| -------------------- | ----- | ------- | -------- | ------- |
| Nombre de personnes: | 158   | 143     | 126      | 123     |
| Différence:          |       | -9,49 % | -11,88 % | -2,38 % |

| Année:               | 2023. | 2024.   |
| -------------------- | ----- | ------- |
| Nombre de personnes: | 124   | 123     |
| Différence:          |       | -0,80 % |